# SN 2003fq
SN 2003fq – supernowa odkryta 24 maja 2003 roku w galaktyce A141946+5230. W momencie odkrycia miała maksymalną jasność 22,20m.